# Pryteria nigroapicalis
Pryteria nigroapicalis är en fjärilsart som beskrevs av M.Gaede 1923. Pryteria nigroapicalis ingår i släktet Pryteria och familjen björnspinnare. Inga underarter finns listade i Catalogue of Life.